# Призрачно-белый
«Призрачно-белый» (международное название — Achrome) — художественный фильм российского режиссёра Марии Игнатенко в жанре антивоенной притчи. Главные роли в нём сыграли Георгий Бергал и Клавдия Коршунова. Премьера картины состоялась в 2022 году.

## Сюжет
Действие фильма происходит во время Второй мировой войны в оккупированной нацистами Прибалтике. Главный герой — деревенский дурачок Марис, который оказывается во вспомогательных частях вермахта и каждый день сталкивается с последствиями преступлений, но не становится их свидетелем.

## В ролях
- Георгий Бергал — Марис
- Клавдия Коршунова — Лия
- Андрей Кривенок
- Надежда Зеленова

## Премьера и восприятие
Премьерный показ картины состоялся в январе 2022 года на Роттердамском кинофестивале. 4 декабря 2022 года «Призрачно-белого» впервые покажут в России, в московском кинотеатре «Октябрь».
В пресс-службе компании Ark Pictures, занимавшейся производством, фильм назвали антивоенной притчей о человеке и «его уязвимости перед лицом истории». Обозреватель издания Афиша Daily охарактеризовал «Призрачно-белый» как «визионерское кино о мороке за кулисами войны» и причислил его к «фаворитам кинофестивалей». Рецензент «Московского комсомольца» Светлана Хохрякова увидела в фильме заметное влияние на режиссуру Константина Фама (продюсера и одного из сценаристов).
Андрей Плахов назвал «Призрачно белый» «благородным экспериментом по созданию невозможного фильма». «Невозможность» здесь связана и с определённой избитостью темы холокоста, и с неоднозначным политическим контекстом, в котором оказались фильм и повлиявшая на него книга, которая рассказывает о сотрудничестве литовцев с Третьим рейхом. Плахов видит в режиссуре Игнатенко явное влияние литовской, венгерской и ленинградской школ, а также влияние классической и экспрессионистской живописи, «параллельного кино», андерграунда.
Вероника Хлебникова, обозреватель журнала «Сеанс», охарактеризовала «Призрачно белый» как «военный „Малхолланд Драйв“».